# Buies Creek
Buies Creek – jednostka osadnicza w Stanach Zjednoczonych, w stanie Karolina Północna, w hrabstwie Harnett.